# Achille Lauro
Lauro De Marinis, känd professionellt som Achille Lauro, född 11 juli 1990 i Verona, är en italiensk sångare, rappare och låtskrivare. Han har deltagit i San Remo-festivalen totalt tre gånger: 2019 med låten "Rolls Royce", 2020 med låten "Me ne frego" och 2022 med låten "Domenica". Han representerade San Marino i Eurovision Song Contest 2022 i Turin med låten "Stripper".